# Папан, Лу
Луи́с Джон «Лу» Папа́н (англ. Louis John «Lou» Papan; 2 августа 1928, Спрингфилд, Массачусетс, США — 28 апреля 2007, Берлингейм, Калифорния, США) — американский политик-демократ, член Ассамблеи штата Калифорния (1972—1986, 1996—2002), а ранее член городского совета Дейли-Сити (1970—1972). За свой длительный 20-летний стаж работы в Ассамблее был известен как «Декан» Ассамблеи штата Калифорния. Лауреат Почётной медали острова Эллис (1996). Являлся членом Ордена святого апостола Андрея, носил оффикий (титул) архонта экдика Вселенского Патриархата Константинополя.

## Биография

### Ранние годы и семья
Родился 2 августа 1928 года в Спрингфилде (Массачусетс, США) в семье Иоанниса (Джона) и Флоры Папандрикопулосов, иммигрировавших в Соёдиненные Штаты с Пелопоннеса (Греция). Отец Лу работал в ресторане, а мать на протяжении 40 лет —  на швейной фабрике. Родители назвали сына Илиас Папандрикопулос (греч. Ηλίας Παπανδρικόπουλος, англ. Elias Papandricopoulos), но по причине того, что врач не был знаком с таким именем, то записал его в свидетельстве о рождении как «Луис Папан». Имел младшую сестру Кики.
Так как родителям приходилось много работать, чтобы содержать семью, Луис рано стал самостоятельным. При поступлении в начальную школу говорил только по-гречески, позже быстро освоив английский язык.
В годы Великой депрессии работал чистильщиком обуви, чтобы помочь семье. В удачные дни приносил домой больше денег, чем его отец. Позднее работал на оружейной и кожевенной фабриках, а также на шинном заводе.

### Военная служба и образование
Окончив техникум, в возрасте 17 лет ушёл служить. В годы Второй мировой войны служил в Армии США в звании сержанта и в годы Корейской войны в звании первого лейтенанта в Военно-воздушных силах США.
В 1951 году окончил Сиракузский университет (Нью-Йорк) со степенью бакалавра наук в области экономики.
После окончания Корейской войны поступил в Школу права университета Джорджтаун, а позже учился в Академии ФБР. Впоследствии служил спецагентом в Федеральном бюро расследований в Сан-Франциско (Калифорния) и Чикаго (Иллинойс).
В 1958 году, оставив службу в ФБР, начал работать риелтором и генеральным страховым агентом.
В 1981 году стал соучредителем банка «Peninsula Bank of Commerce».

### Государственная служба
В 1970—1972 годах — член городского совета Дейли-Сити (Калифорния).
В 1972—1986 годах — член Ассамблеи штата Калифорния. В этот период был временным спикером (1974—1976) и председателем комитета по процедурным вопросам (1976—1986, самый продолжительный срок в истории штата). Курировал реставрацию капитолия штата Калифорния — шестилетний проект с бюджетом в 67 млн долларов, который был завершён вовремя и в рамках бюджета. На здании капитолия прикреплена табличка с именем Папана. Под его руководством комитет по процедурным вопросам также создал первую в легислатуре штата программу фракции меньшинства по работе с населением.
Будучи членом легислатуры, активно занимался проблемами детей, рабочих и семей. Являлся автором многочисленных законопроектов, нацеленных на улучшение народного образования для студентов-инвалидов, обязательное представление отчётов о жестоком обращении с детьми и престарелыми людьми и др. Сыграл ключевую роль в создании и развитии агентств по общественному транспорту штата Калифорния.
В 1986 году баллотировался в Сенат штата Калифорния от 8-го избирательного округа, но проиграл в выборах независимому кандидату Квентину Л. Коппу.
В 1996—2002 годах — вновь член Ассамблеи штата Калифорния. Являясь в этот период председателем комитета по банковским и финансовым вопросам, способствовал поддержке независимых банковских институтов.
Умер 28 апреля 2007 года в Берлингейме (Калифорния) на 78-м году жизни.

## Личная жизнь
С 1958 года был женат на Ирен Дамис, родом из Портленда (Орегон), которая скончалась в 2000 году в возрасте 42 лет. В браке с ней имел дочерей Вирджинию и Дайан, а также сына Джона, который страдал от редкого врождённого порока развития и умер в 1981 году в возрасте 21 года. В этом же году семья учредила организацию «John’s Closet», названную в честь сына, которая обеспечивала новой одеждой нуждающихся детей, и «Мемориальный стипендиальный фонд Джона Папана». Обе организации помогали детям поднять самооценку и стимулировали их продолжать обучение в школе. Папан был хорошо известен как защитник детей-инвалидов.

## Цитаты известных политиков о Лу Папане
Губернатор штата Калифорния Арнольд Шварценеггер:
Лу Папан был преданным государственным служащим, который посвятил себя улучшению жизни всех калифорнийцев. От члена городского совета Дейли-Сити до председателя по процедурным вопросам Ассамблеи, упорный труд и выдающаяся служба Лу являются для всех источником вдохновения. Мария и я выражаем наши глубочайшие соболезнования семье Лу в это трудное время.
Член Палаты представителей Том Лантос в официальном бюллетене Конгресса США «Congressional Record», в частности, написал:
Сегодня я с грустью хочу поделиться со своими коллегами в Палате известием о смерти государственного служащего Калифорнии из моего родного избирательного округа. Лу Папан, известный как «Декан» Ассамблеи штата Калифорния, скоропостижно скончался в субботу 28 апреля 2007 года. Ему было 78 лет.

## Награды и почести
- 1996 — Почётная медаль острова Эллис за важный вклад в развитие США.
- Легислатура штата Калифорния переименовала один из участков автодороги «Highway 1» в честь Лу Папана, назвав его «Louis J. Papan Highway»[7].